# René Auberjonois
René Auberjonois, [ rəˈneɪ_oʊˌbɛərʒənˈwɑː ], (New York, 1940. június 1. – Los Angeles, 2019. december 8.) Tony-díjas amerikai színész, szinkronszínész és rendező. Legismertebb szerepe Odo a Star Trekben. A kis hableány 1989-es változatában ő Louis hangja.

## Családja
Édesapja a svájci Fernand Auberjonois (1910–2004) újságíró, több amerikai lap külföldi tudósítója. Apai nagyapja, René Auberjonois svájci poszt-impresszionista festő. Édesanyja oldaláról szépapja Joachim Murat francia hadvezér, szépanyja annak felesége, Caroline Bonaparte. Egyik anyai dédapja egy orosz nemes volt. Távoli őse volt Lucien Murat herceg is.

## Filmjei
- NET Playhouse (1966-1972)
- M.A.S.H. (1970)
- McCabe és Mrs. Miller (1971)
- Végzetes képzelgések (1972)
- Micsoda házasság! (1972)
- A nagy busz (1976)
- Charlie angyalai (1976-1979)
- Rhoda (1976-1977)
- Ember az Atlantiszról (1977)
- Laura Mars szemei (1978)
- Starsky és Hutch (1978)
- Benson (1980-1986)
- Ahol a bölény dübörög (1980)
- The Fonz and the Happy Days Gang (1980-1981)
- Az utolsó egyszarvú (1982)
- Faerie Tale Theatre (1982-1983)
- A Jetson Család (1985)
- Jonny Quest (1986-1987)
- 3:15 (1986)
- Gyilkos sorok (1987-1988)
- Snorks (1987-1988)
- Hupikék törpikék (1987-1989)
- Kacsamesék (1987)
- Walker (1987)
- Fantastic Max (1988-1989)
- Rendőrakadémia 5. – Irány Miami Beach! (1988)
- Scooby-Doo, a kölyökkutya (1988)
- Superman (1988)
- Kis Némó Álomországban (1989)
- A kis hableány (1989)
- Egy jenki Artúr király udvarában (1989)
- The Pirates of Dark Water (1991-1993)
- Star Trek VI: A nem ismert tartomány (1991)
- Matlock (1992-1993)
- A játékos (1992)
- Lucky Luke (1992)
- Batman (1992)
- Star Trek: Deep Space Nine (1993-1999)
- Tom és Jerry gyerekshow (1993)
- Little Jo balladája (1993)
- Gézengúz hiúz (1993)
- Fecsegő tipegők (1994)
- A kis hableány (1994)
- Aladdin (1994)
- The Savage Dragon (1995-1996)
- Mindörökké Batman (1995)
- Víruskommandó (1996)
- Richie Rich (1996)
- A macskák nem táncolnak (1997)
- A szellemirtók újabb kalandjai (1997)
- Lökött cowboy akcióban (1997)
- Poltergeist: The Legacy (1998-1999)
- Végtelen határok (1998)
- Egérmese 3. – A Manhattan sziget kincse (1998)
- Xyber 9: New Dawn (1999-2007)
- Bigyó felügyelő (1999)
- Chicago Hope kórház (1999)
- Sötét zsaruk (1999)
- Ügyvédek (2000-2002)
- Sally Hemings: Egy amerikai botrány krónikája (2000)
- A kis hableány 2. (2000)
- A hazafi (2000)
- Csillagkapu (2000)
- József, az álmok királya (2000)
- A Thornberry család (2000)
- Amynek ítélve (2001-2002)
- The Legend of Tarzan (2001-2003)
- Az igazság ligája (2001-2003)
- Nash Bridges – Trükkös hekus (2001)
- Frasier – A dumagép (2001)
- Neveletlen hercegnő (2001)
- Macskák királysága (2002)
- Tarzan & Jane (2002)
- Mickey egér klubja (2002)
- Saolin leszámolás (2003-2004)
- Jogi játszmák (2004-2008)
- Lökött gyásznép (2004)
- Avatar - Az utolsó léghajlító (2005-2007)
- Szuperdod kalandjai (2005)
- Family Guy (2006)
- Saving Grace (2007-2008)
- Cserecsapat (2007)
- Nyugi, Scooby! (2007)
- 13-as raktár (2010-2014)
- Archer (2010-2013)
- Pound Puppies: Kutyakölyköt minden kiskölyöknek! (2010-2013)
- Felhőtlen Philadelphia (2010)
- Az igazság ifjú ligája (2010)
- Dan a világ ellen (2011)
- Újabb Bolondos Dallamok: Együtt a csapat (2011)
- Író és kamuhős (2011)
- Gyilkos elmék (2011)
- Ben 10: Omniverzum (2012-2014)
- A Grace klinika (2012)
- N.C.I.S. (2012)
- A férjem védelmében (2013)
- Wander, a galaktikus vándor (2014)
- Repcsik: A mentőalakulat (2014)
- A titkok könyvtára (2015)
- Bosszúállók újra együtt (2015)
- Egyes nők (2016)

## További információ
- Hivatalos oldal
- René Auberjonois a PORT.hu-n (magyarul)
- René Auberjonois az Internetes Szinkronadatbázisban (magyarul)
- René Auberjonois az Internet Movie Database-ben (angolul)
- René Auberjonois a Rotten Tomatoeson (angolul)